# 26 Eskadra Towarzysząca

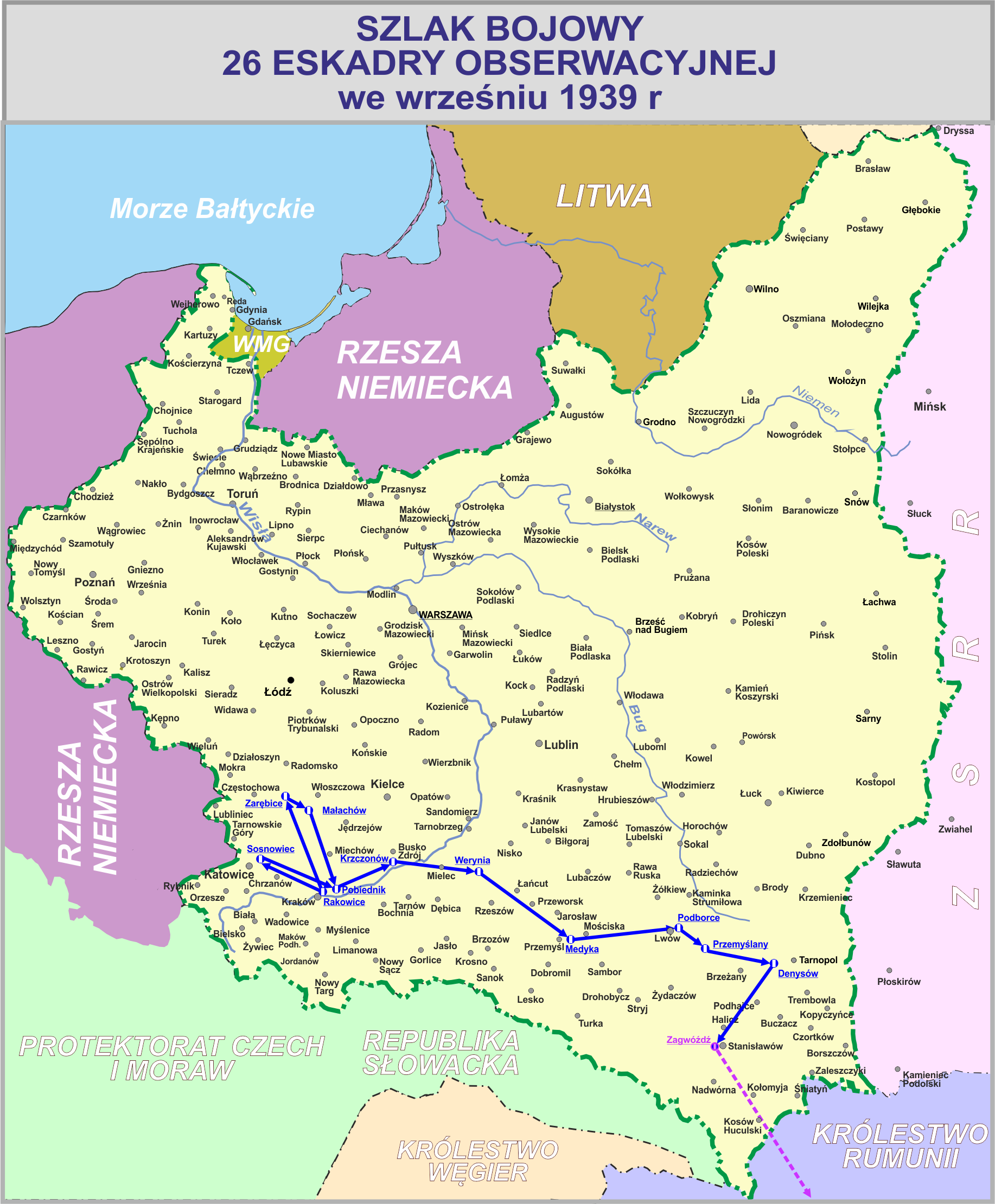

26 eskadra towarzysząca – pododdział lotnictwa Wojska Polskiego w II Rzeczypospolitej.
W 1934 z Rakowicach została sformowana 26 eskadra towarzysząca. 
W kampanii wrześniowej jako 26 eskadra obserwacyjna walczyła w składzie lotnictwa Armii „Kraków”.
Godło eskadry: 
- „Osa” na tle niebieskiego kwadratu.

## Formowanie i szkolenie 26 eskadry towarzyszącej
26 eskadra towarzysząca została sformowana na podstawie rozkazu Ministra Spraw Wojskowych L.dz. 2274/tjn. z dnia 30 sierpnia 1934 roku. Termin rozpoczęcia formowania eskadry został określony w tym rozkazie na dzień 15 września 1934 roku, lecz do organizacji jednostki przystąpiono dopiero 20 października 1934 roku na podstawie rozkazu dziennego dowódcy 2 pułku lotniczego nr 221/34.
Eskadra została zorganizowana na lotnisku Rakowice w Krakowie, na bazie plutonu towarzyszącego istniejącego przy I/2 dywizjonie liniowym. Początkowo w skład eskadry wchodziły trzy plutony po trzy samoloty towarzyszące Lublin R-XIIIC. Później został utworzony IV pluton, lecz nie osiągnął on gotowości ćwiczebnej. 26 eskadra towarzysząca razem z 24 eskadrą liniową utworzyła II/2 dywizjon liniowy.
Jesienią 1937 roku na bazie 26 eskadry towarzyszącej została sformowana 23 i 29 eskadra towarzysząca. Wszystkie trzy eskadry utworzyły II/2 dywizjon towarzyszący. Każda eskadra posiadała dwa plutony towarzyszące po trzy samoloty plus samolot dowódcy eskadry.

## Działania 26 eskadry obserwacyjnej w 1939

### Mobilizacja eskadry
24 sierpnia 1939 na lotnisku Rakowice została przeprowadzona mobilizacja eskadry, w wyniku której przyjęła ona organizację wojenną.
W nocy z 26 na 27 sierpnia rzut kołowy pod dowództwem ppor. obs. Mieczysława Łapy odjechał na lądowisko Bieżanów. Po przybyciu na miejsce ppor. Łapa zameldował dowódcy eskadry, że lotnisko nie nadaje się do wykorzystania w warunkach bojowych. Meldunek ten został natychmiast przekazany do sztabu lotnictwa Armii „Kraków”.  Następnego dnia przyszedł rozkaz by I/26 pluton wysłać do dyspozycji dowódcy 7 Dywizji Piechoty na lotnisko Zarębice-Przyrów, a II/26 pluton na lotnisko Klimontów do dyspozycji dowódcy Grupy Operacyjnej „Śląsk”.
Wydzielone rzuty kołowe obu plutonów wyjechały 28 sierpnia z Bieżanowa na nowe lądowiska. O świcie 31 sierpnia odleciały tam samoloty.
Lotnisko Przyrów miało dobre warunki maskowania. 4 R-XIII i 1 RWD-8 ukryto na skraju lasku (w tym samolot dowódcy eskadry). Tam również ulokowano skład amunicji i paliwa, polowy warsztat naprawczy i magazyny. Lądowisko Klimontów przylegało do cmentarza, a wysokie drzewa osłaniały 3 R-XIII i 1 RWD-8 oraz podręczne składy i magazyny.

### Działania eskadry w kampanii wrześniowej
Kampanię wrześniową 23 eskadra obserwacyjna odbyła w składzie lotnictwa Armii „Kraków”, a następnie Armii „Karpaty” i Grupy Armii „Małopolska”.
Rano 1 września dowódca eskadry powiadomił personel o wybuchu wojny polsko-niemieckiej. Na pierwsze bojowe zadanie wystartowali ppor. obs. Adam Męciński i kpr. pil. Leon Kubarski. Zadaniem załogi było sprawdzić maskowanie własnych oddziałów na przedpolu Częstochowy i dostarczyć rozkaz do sztabu 7 Dywizji Piechoty. W czasie oblotu samolot został ostrzelany przez własne oddziały. Pilot został ciężko ranny w obie nogi i lewe płuco. Zdołał jednak wylądować niedaleko Kłobucka, ratując w ten sposób życie lekko rannego w nogę obserwatora. Samolot został ściągnięty do Zarębic przez ppor. pil. Mieczysława Pietrzyka, a ppor. Męciński po opatrunku wrócił do jednostki.
Po południu por. obs. Leon Wrzeszcz i st. sierż. Adam Baran polecieli na rozpoznanie rejonu Częstochowy. Postawiono im też zadanie nawiązania łączności z jednostką sąsiadującą z 7 DP. Samolot został zestrzelony nad Strzebiniem. Obaj lotnicy polegli, a dowódcą 1/26 plutonu mianowano por. obs. Władysława Szymika.
W tym czasie por. Stanisław Król zameldował się u dowódcy GO „Śląsk”. Tam otrzymał zadanie rozpoznania lotniska i rozmieszczenia środków OPL w Gliwicach. Wystartowała załoga: ppor. obs. Mieczysław Łapa i kpr. pil. Andrzej Duda. Lecąc nisko dotarli w rejon Mikołowa, ale silny ostrzał z ziemi spowodował, że samolot zapalił się i pilot z rannym obserwatorem lądował awaryjnie.  Po opatrunku w szpitalu w Sosnowcu załoga wróciła do Klimontowa. Samolot uszkodzony nie nadawał się już jednak do remontu w polowych warunkach. Został zatem załadowany na platformę kolejową na stacji Trzebinia i wysłany do naprawy w Bazie Lotniczej nr 2. Zadanie, tym razem na większej wysokości, dublowali por. obs. Jan Konikowski i ppor. pil. Zygmunt Czyżowski. W trakcie lotu załoga zaatakowała kolumnę samochodów na szosie Orzesze – Rybnik. Niemiecka obrona przeciwlotnicza zestrzeliła samolot. Pilot zginął, a ranny obserwator dostał się do niewoli. 
W południe por. obs. Stanisław Król i kpr. pil. Józef Talaga wystartowali w celu kierowania ogniem własnej artylerii. Podczas dolotu byli ostrzelani przez polską OPL. Załoga, z uszkodzonym silnikiem,  wróciła na lotnisko.
2 września I/26 pluton realizował dwa zadania. Por. obs. Władysław Szymik i kpr. pil. Franciszek Ciepiński polecieli zbadać, czy na drogach prowadzących do Częstochowy nie ma broni pancernej. Nad Chorzenicami samolot został zestrzelony przez niemieckie myśliwce. Obserwator zginął w powietrzu, a pilot uratował się skokiem ze spadochronem i dołączył po kilku dniach do plutonu. Odcinek południowy sprawdzali por. obs. Aleksander Chełstowski z ppor. Mieczysławem Pietrzykiem. Wynik negatywny, a samolot został postrzelany przez niemiecką OPL. Kolejnym dowódcą I/26 plutonu został por. obs. Aleksander Chełstowski. Po południu pluton odleciał na lądowisko Małachów.
W tym czasie załoga II plutonu: por. obs. Król i kpr. pil.Talaga startowała na rozpoznanie południowego skrzydła armii. Po powrocie zameldowała wyniki rozpoznania, a po krótkim odpoczynku poleciała ponownie na współpracę z artylerią. Podczas przelotu samolot został ostrzelany przez własne oddziały. Z przestrzelonymi przewodami olejowymi załoga zawróciła na lotnisko. Duże straty w samolotach spowodowały, że por. Król wysłał na RWD-8 pilotów Dudę i Talagę do Krakowa w celu pobrania uzupełnienia. Już po odlocie RWD-8 dowódca plutonu otrzymał rozkaz przesunięcia jednostki na lądowisko Pasternik.
3 września dowódca I/26 plutonu por. obs. Aleksander Chełstowski szukał nadal sztabu 7 Dywizji Piechoty. Będąc w Janowie otrzymał informację o ewakuacji sztabu. Mając już odciętą drogę do Małachowa, przebrał się wraz z kierowcą w cywilne ubrania i następnego dnia na rowerach dotarli  do Pobiednika. Tam stacjonował już II/26 pluton. Wczesnym rankiem z Bazy nr 2 do Klimontowa odleciał kpr. Talaga na RWD-8. Żadnego uzupełnienia eskadra nie otrzymała. Kpr. Duda otrzymał 1 R-XIII z Bazy nr 6. Przekazanie nastąpiło na lądowisku Pasternik. Stąd „Lublin” wystartował do Klimontowa, a następnie dołączył do eskadry w Pasterniku. W godzinach południowych załogi: por. Król i kpr. Duda oraz por. Prażmowski i kpr. Talaga, wykonały loty rozpoznawcze w rejonach Zator, Oświęcim, dolina Soły. Przed zmrokiem pluton przeniósł się na lądowisko Pobiednik.
4 września por. Król i kpr. Talaga prowadzili rozpoznanie na korzyść dowódcy armii. Po południu przyszedł rozkaz natychmiastowego przesunięcia samolotów na lądowisko Kszczonów. Lądowanie odbywało się w ciemnościach przy świetle stajennych latarni. Tego dnia z Bazy nr 6 przydzielono plutonowi 2 R-XIII z jedną załogą. W tym czasie rzut kołowy I/26 plutonu przebijał się na wschód. Załoga: kpr. obs. Stanisław Rzepa i ppor. Mieczysław Pietrzyk na R-XIII odleciała z Małachowa do Mielca.
5 września załogi 26 eskadry nie wykonywały zadań bojowych. Porządkowano i naprawiano sprzęt.
6 września załogi: por. obs. Król i kpr. Talaga, por. obs. Chełstowski i kpr. Duda oraz ppor. obs. Łapa i kpr. Twardoch poleciały w rejon Chmielnika na rozpoznanie niemieckiej 4 Dywizji Lekkiej. Meldunki były zrzucone na płachtę dowódcy armii stacjonującego w Koszycach. Przed wieczorem rzut kołowy odjechał do Weryni.
Rano 7 września rzut powietrzny odleciał na lądowisko koło Szczucina. W południe na rozpoznanie w rejon Chmielnika polecieli: por. obs. Prażmowski i kpr. pil. Duda. Załoga wykryła marsz niemieckich jednostek pancernych w kierunku na Busko.
Lotnicy startowali do kolejnej zmiany lotniska w trybie alarmowym. Prawie po ciemku lądowano na starym lotnisku w Mielcu. Na szosie, do której przylega lotnisko, mogły w każdej chwili pojawić się zagony pancerne wroga. Por. Król wydał rozkaz, by w razie potrzeby samoloty startowały nawet w nocy. 
8 września rzut powietrzny odleciał do Weryni. W tym czasie połączony już rzut kołowy eskadry odjechał z Weryni do Przemyśla. Porucznik Król i kpr. pil. Talaga polecieli w rejon Mielca i Kolbuszowej. Wykryto przemarsz kolumny pancernej po zachodniej stronie Kolbuszowej aż po Mielec. Po tym rozpoznaniu nastąpił przerzut II/26 plutonu na lotnisko Medyka – Budy. Nad Przemyślem samoloty eskadry zostały ostrzelane przez własną obronę przeciwlotniczą. W tym momencie dwa plutony eskadry i rzut kołowy znajdowały się już w jednym miejscu.
Od 9 września eskadra pracowała na korzyść dowódcy Armii „Karpaty”. W tym czasie posiadała 3 R-XIII i 1 RWD-8. Na rozpoznanie poleciała załoga: por. Chełstowski i ppor. Pietrzyk. Samolot został postrzelony przez własne wojska.
10 września przed południem por. Prażmowski z kpr. Talagą rozpoznawali drogi Radymno – Przeworsk – Rzeszów, a ppor. Męciński i kpr. Gerard Twardoch rejon Sandomierza. Meldunki załóg stwierdzały marsz wrogich jednostek w kierunku Przemyśla. W tym czasie ppor. Mieczysław Łapa i ppor. Mieczysław Pietrzyk na RWD-8 szukali nowego lądowiska w pobliżu Lwowa. Przed wieczorem nadszedł rozkaz przesunięcia eskadry na lądowisko Podhorce.
Tuż przed odjazdem rzutu kołowego do eskadry dotarł kpr. pil. Franciszek Ciepiński. Mając przestrzeloną nogę, o lasce, od 3 września szukał macierzystej jednostki. Tak wspomina swoją ostatnią walkę:

Przelatując przez Wisłę zostałem nagle zaatakowany przez 3 Me-109, dla których mój RWD-8 był łatwym kąskiem. Na postrzelanej przez nich maszynie lądowałem na piaszczystej łasze Wisły. Ale Niemcy nie zaniechali ataków, nawet gdy opuściłem maszynę. Ganiali mnie jak zająca, gdy uciekałem w kierunku wierzb, aby schronić się przed pociskami barbarzyńców. Dostałem podczas tej gonitwy postrzał w nogę i ostatnim wysiłkiem doczołgałem się do zbawczej kępy drzew, których grube pnie i gęste gałęzie zapewniły mi osłonę przed dalszymi atakami piratów Luftwaffe.

Przed wieczorem nastąpił odlot samolotów eskadry na lądowisko Podhorce.
11 września por. Chełstowski i kpr. Duda polecieli w rejon Drohobycza z zadaniem odszukania m.p. sztabu gen. Kazimierza Sosnkowskiego. Wynik był negatywny. Bardziej intensywną działalność eskadry utrudniał częsty brak łączności z dowódcą lotnictwa armii i wzrastający deficyt paliwa. Jako uzupełnienie ppor. Pietrzyk i kpr. Talaga sprowadzili lotem 2 samoloty LWS-3 Mewa.
12 września ppor. Łapa i kpr. Twardoch polecieli z rozkazami dowódcy Frontu Południowego dla oddziałów ześrodkowanych w rejonie na zachód od Przemyśla. W locie powrotnym lądowali przymusowo w górzystym regionie rozbijając samolot. Lotnicy nazajutrz dołączyli do jednostki.
W tym czasie jeden z niemieckich zagonów pancernych przedarł się do miejskich rogatek Lwowa. O zmroku samoloty wyleciały do Zaniemyśla pod Brzeżanami. Przy lądowaniu rozbito „Mewę”. Rzut kołowy pod dowództwem por. obs. Jana Prażmowskiego maszerował w nocy.
13 września nastąpił przelot eskadry na lotnisko Denysów. Po odprawie załóg, kpt. Stanisław Rzepa nie mając łączności z ppłk. Tuskiewiczem postanowił przesunąć eskadrę na inne lądowisko. Ppor. Męciński z kpr. Zarębowiczem wyszukali lądowisko koło Stanisławowa. Przyczyną takiej decyzji było zgromadzenie dużej liczby samolotów różnych eskadr i możliwość ataku Luftwaffe.
14 września samoloty eskadry przeleciały na lądowisko Zagwódź. Tego dnia zadań bojowych nie wykonywano.
15 września kpr. Duda i kpr. Talaga sprowadzili lotem 1 „Czaplę” i 1 R-XIII z lotniska Stanisławów. Ponadto, w rejon Lwowa polecieli ppor. Łapa i kpr. Pliszke, a w rejon Przemyśla i Drohobycza por. Chełstowski i kpr. Zarębowicz.
16 września  w rejon Stryja wystartowali por. Chełstowski i kpr. Duda, a por. Król z kpr. Zarębowiczem polecieli w rejon Przemyśla. Meldunki z lotów dostarczono do sztabu.
17 września por. Król i kpr. Duda rozpoznawali południowo-zachodni rejon Lwowa. Zmasowany ogień zmusił załogę do lotu niskiego. Po południu wystartował por. Prażmowski z kpr. Dudą z zamiarem lądowania na lotnisku Skniłów i przekazania rozkazów dowódcy obrony Lwowa. Na wysokości 600 m w pobliżu Skniłowa, przy bardzo dobrej widoczności, niespodziewanie załoga dostała się w huraganowy ogień różnych dział polskiej obrony przeciwlotniczej. Załoga, po zrzuceniu meldunku, wróciła przed zmrokiem na lotnisko. W tym czasie por. Król z kpr. Talagą polecieli na RWD-8 do Denysowa z rozkazami dla dowódców jednostek lotnictwa, by kierowały się w rejon Kut. Wracającą załogę zaatakowały niemieckie myśliwce. Polacy, lądując przymusowo w Ottyni, uszkodzili samolot.
Przed wieczorem kpt. Rzepa otrzymał rozkaz ewakuacji eskadry do Rumunii.
18 września gęsta mgła utrudniała start. W obliczu istotnego zagrożenia od zbliżających się wojsk Armii Czerwonej, dowódca eskadry nakazał spalić posiadane: 1 „Czaplę”, 1 „Mewę” oraz 3 R-XIII. Około 10.00 transport samochodowy odjechał do Kut. Tam dołączyli por. Król z kpr. Talagą. Całość personelu eskadry na 2 samochodach ciężarowych i 1 osobowym przekroczyła granicę polsko-rumuńską rano 19 września 1939.
| Działania eskadry | Działania eskadry                                                                         | Działania eskadry                                                                         | Działania eskadry                                                                         |
| ----------------- | ----------------------------------------------------------------------------------------- | ----------------------------------------------------------------------------------------- | ----------------------------------------------------------------------------------------- |
|                   | Loty bojowe                                                                               | w tym łącznikowe                                                                          | Zestrzelenia                                                                              |
| 52                | około 5                                                                                   | 0                                                                                         |                                                                                           |
| Straty eskadry    |                                                                                           |                                                                                           |                                                                                           |
| Polegli           | por. Władysław Szymik, por. Leon Wrzeszcz, ppor. Zygmunt Czyżowski, st. sierż. Adam Baran | por. Władysław Szymik, por. Leon Wrzeszcz, ppor. Zygmunt Czyżowski, st. sierż. Adam Baran | por. Władysław Szymik, por. Leon Wrzeszcz, ppor. Zygmunt Czyżowski, st. sierż. Adam Baran |
| Ranni             | kpr. Kubarski                                                                             | kpr. Kubarski                                                                             | kpr. Kubarski                                                                             |
| Zaginieni         | por. Jan Konikowski                                                                       | por. Jan Konikowski                                                                       | por. Jan Konikowski                                                                       |
| Samoloty          |                                                                                           |                                                                                           |                                                                                           |
| Stan              | Uzupełnienie                                                                              | Zniszczone                                                                                | Ewakuacja                                                                                 |
| 7 Lublin R-XIIID  | 1 „Czapla”, 3 R-XIIID, 2 LWS-3 „Mewa”                                                     | 13                                                                                        | 0                                                                                         |

## Personel eskadry
| Stopień        | Imię i nazwisko       | Okres pełnienia służby |
| -------------- | --------------------- | ---------------------- |
| kpt. obs.      | Władysław Bohuszewicz | X 1934 – IX 1935       |
| kpt. pil.      | Kazimierz Jarzębiński | IX 1935 – X 1936       |
| kpt. pil.      | Jan Biały             | X 1936 – X 1937        |
| por./kpt.pil.  | Stanisław Krzystyniak | X 1937 – XI 1938       |
| por./kpt. obs. | Stanisław Rzepa       | XI 1938 – IX 1939      |

| Stanowisko            | Stopień, imię i nazwisko                | Przydział we wrześniu 1939 |
| --------------------- | --------------------------------------- | -------------------------- |
| dowódca eskadry       | kpt. Stanisław Wincenty Rzepa           |                            |
| dowódca I/26plutonu   | por. Leon Wincenty Wrzeszcz             |                            |
| dowódca II/26 plutonu | por. Stanisław Bolesław Mieczysław Król |                            |
| obserwator            | por. Władysław Ludwik Szymik            |                            |
| obserwator            | por. Ignacy Walenty Dudek               |                            |

| Dowództwo eskadry    | Dowództwo eskadry                      | Dowództwo eskadry                  |
| -------------------- | -------------------------------------- | ---------------------------------- |
| dowódca eskadry      | kpt. Stanisław Rzepa                   | kpt. Stanisław Rzepa               |
| lekarz eskadry       | plut. pchor. rez. Ferdynand Solich     | plut. pchor. rez. Ferdynand Solich |
| szef administracyjny | sierż. Mieczysław Makosiński           | sierż. Mieczysław Makosiński       |
|                      | I/26 pluton                            | II/26 pluton                       |
| dowódcy plutonu      | por. obs. Leon Wrzeszcz                | por. obs. Stanisław Król           |
| obserwatorzy         | por. Aleksander Chełstowski            | por. Jan Konikowski                |
| obserwatorzy         | por. Władysław Szymik                  | por. Jan Prażmowski                |
| obserwatorzy         | ppor. rez. Adam Mięciński              | ppor. rez. Mieczysław Łapa         |
| piloci               | ppor. pil. rez. Mieczysław Pietrzyk    | ppor. rez. Zygmunt Czyżowski       |
| piloci               | st. sierż. Adam Baran                  | kpr. Andrzej Duda                  |
| piloci               | kpr. Franciszek Ciepiński              | kpr. Józef Talaga                  |
| piloci               | kpr. Leon Kubarski                     | kpr. Gerard Twardoch               |
| piloci               | kpr. Stefan Pliszke                    |                                    |
| piloci               | kpr. Michał Zarębowicz                 |                                    |
| szefowie mechaników  | st. majster wojsk. Franciszek Kwadrans | mł. majster wojsk. Jan Makowski    |

## Wypadki lotnicze
- 8 września 1935 w rejonie Żor podczas wykonywania korkociągu, gdy wiał porywisty wiatr zginęli ppor. pil. Marian Ciosański i ppor. obs. Walerian Dąbrowicki[32].

## Samoloty eskadry

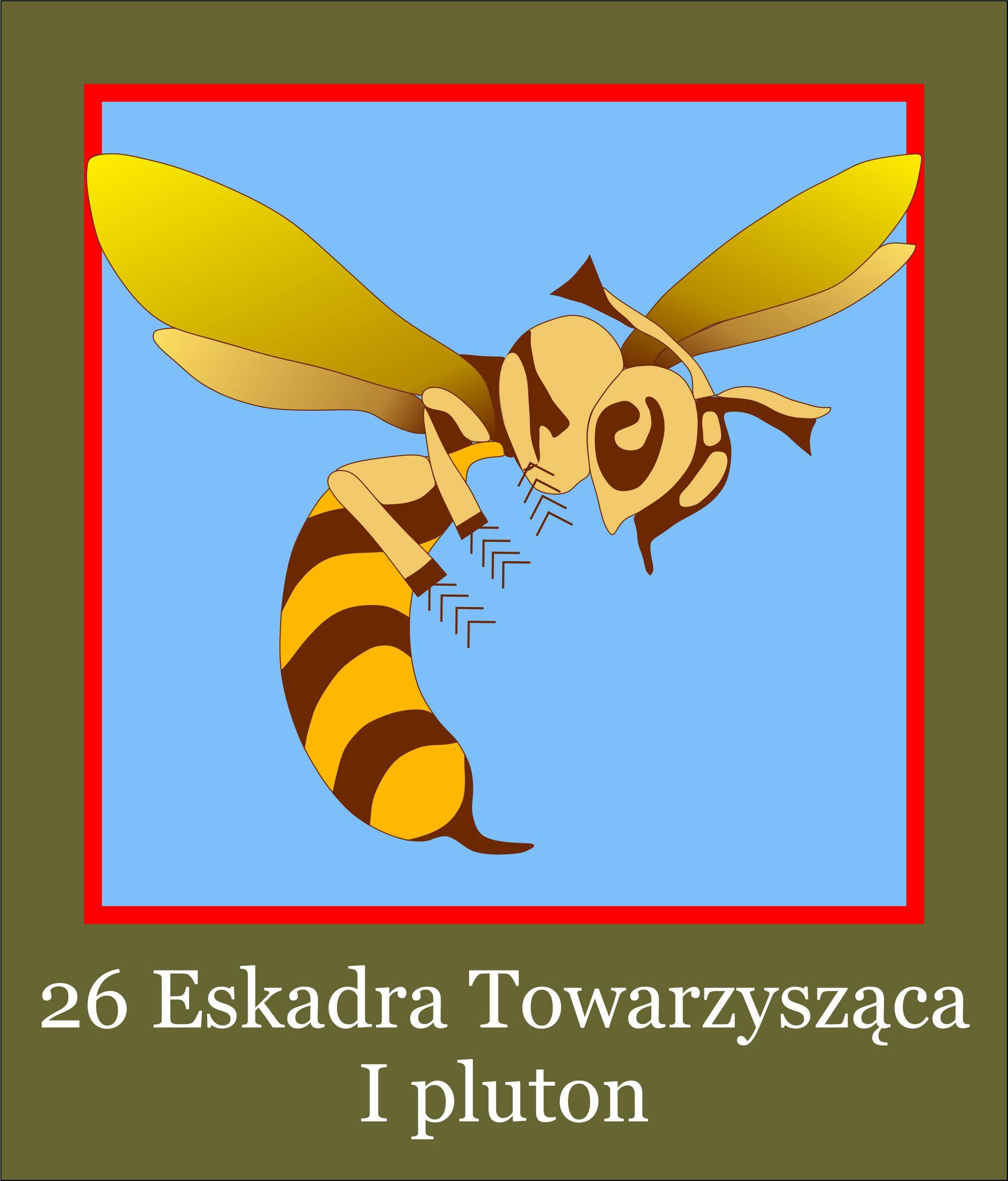
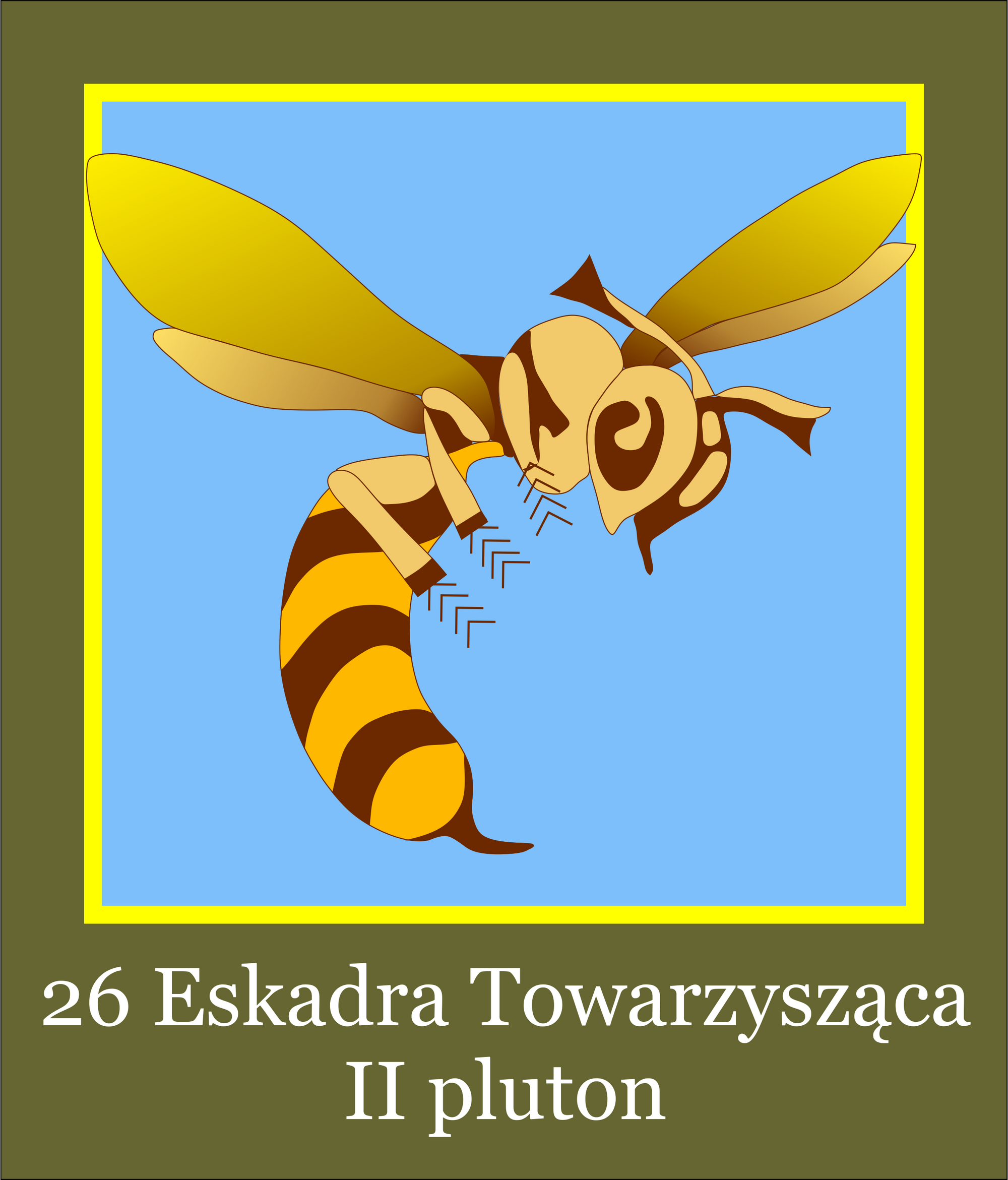
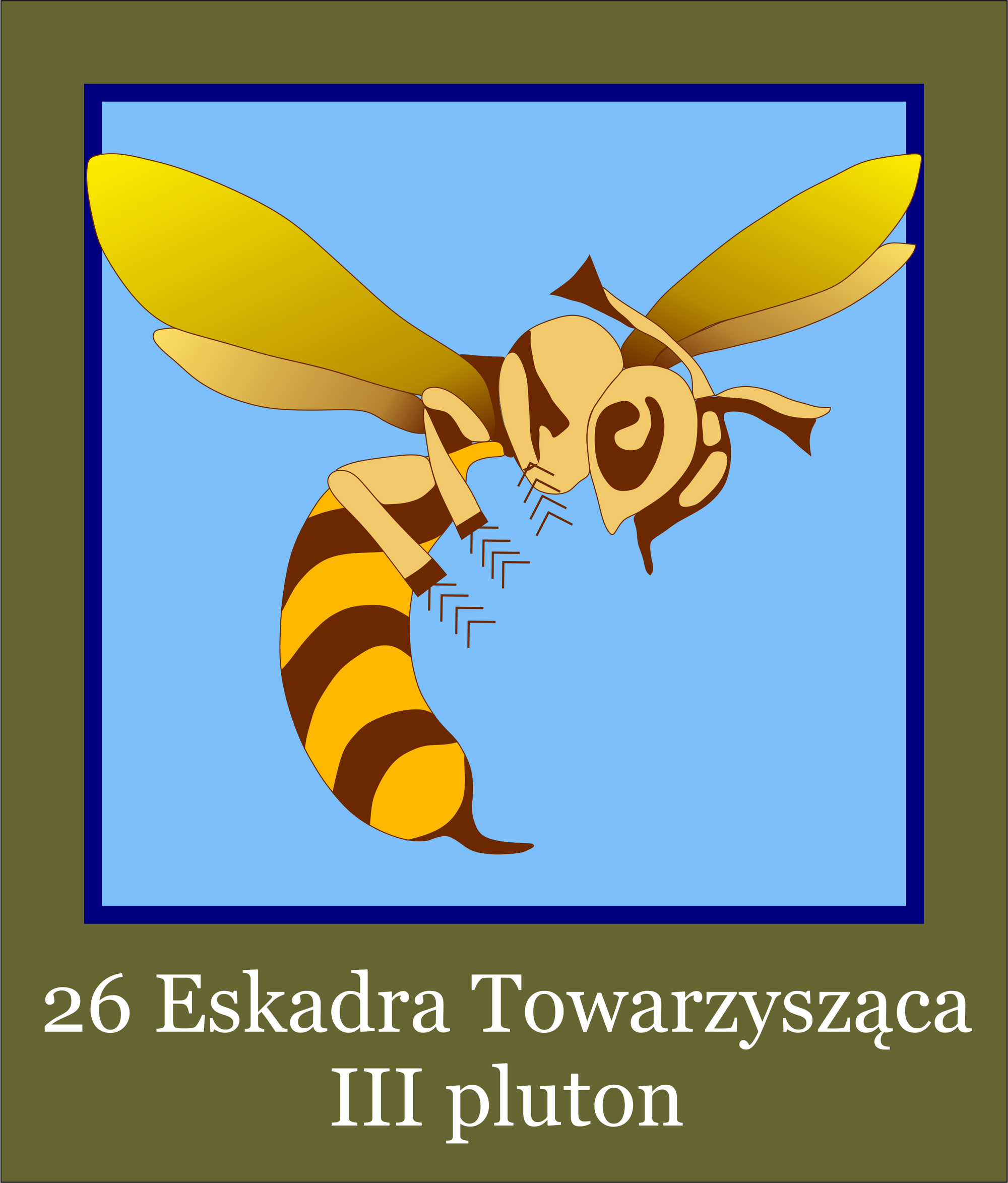
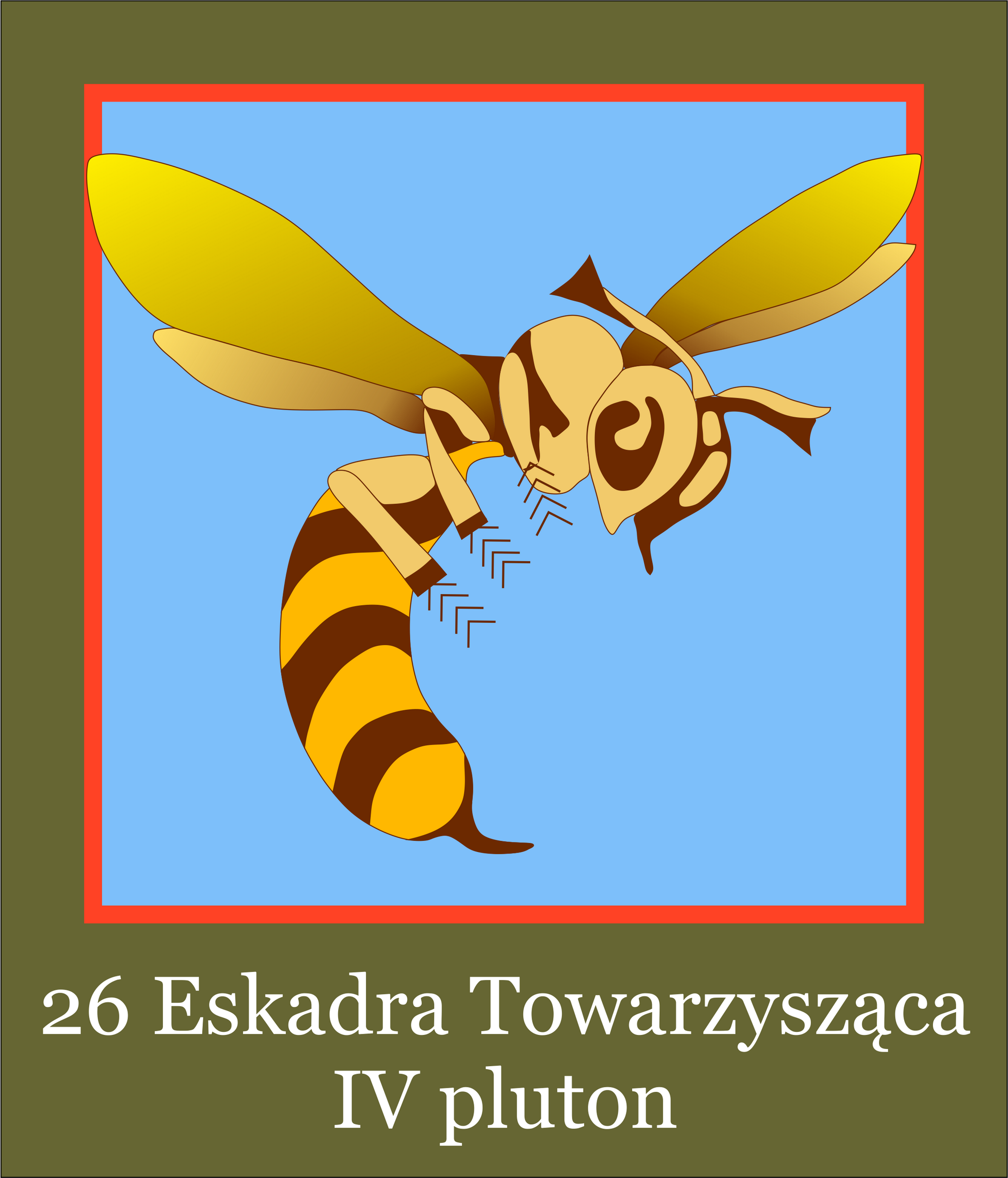

We wrześniu 1939 na uzbrojeniu eskadry znajdowało się 7 samolotów obserwacyjnych Lublin R.XIII i dwa nieuzbrojone samoloty łącznikowe RWD-8. 13 września eskadra otrzymała dwa samoloty LWS-3 Mewa, których uzbrojenie i wyposażenie w przyrządy nawigacyjne trwało do 17 września. 15 września eskadra otrzymała na uzupełnienie dwa samoloty RWD-14 Czapla.

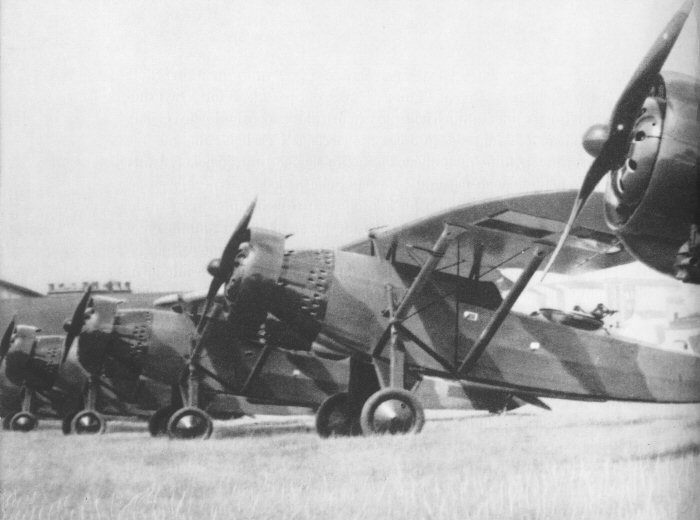
Lublin R.XIII (1934–1939)
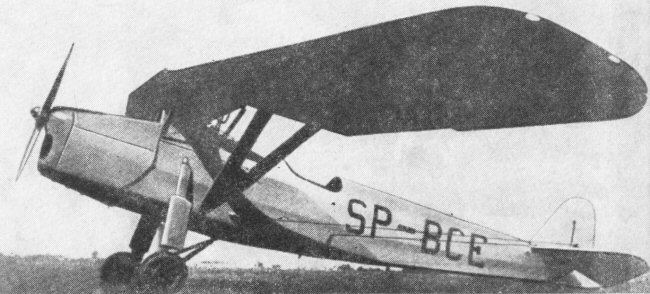
RWD-8 (łącznikowy)
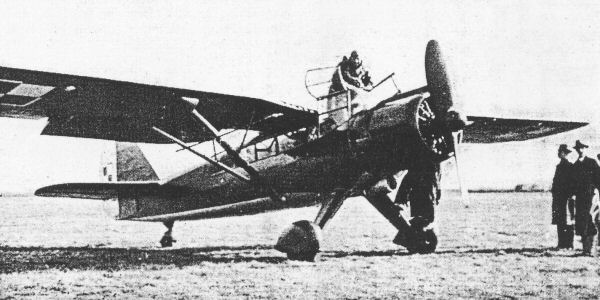
LWS-3 Mewa (uzupełnienie)
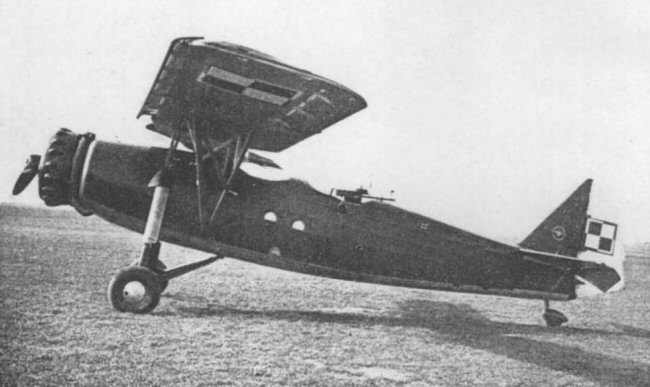
RWD-14 Czapla (uzupełnienie)

Godła plutonów eskadry